# Ellen Albertini Dow
Ellen Albertini Dow (Mount Carmel (Pennsylvania), 16 november 1913 – Los Angeles, 4 mei 2015) was een Amerikaanse actrice.

## Levensloop en carrière
Dow werd geboren in Mount Carmel (Pennsylvania) in 1913. Ze studeerde dans en piano en verhuisde na haar studies naar New York, waar ze onder meer danseres Martha Graham en actrice Uta Hagen leerde kennen. Ze trad op in theaters en deed ook de regie en choreografie van theaterstukken.
Pas veel later, in 1985, speelde ze haar eerste rollen op televisie zoals in Murphy Brown, Seinfeld, ER en The Golden Girls. In 1998 kreeg ze een grotere rol in The Wedding Singer. Hierna acteerde ze ook nog in onder meer Wedding Crashers, Six Feet Under en Road Trip.
Haar man Eugene Dow overleed in 2004 na een huwelijk van 55 jaar. Ze overleed op 101-jarige leeftijd in Los Angeles. Ze werd begraven in haar geboorteplaats op de Saint Peter's Cemetery.
- Library of Congress Control Number: no98079093
- MusicBrainz: 2dc97910-830d-45ea-8c50-b29e1eea57a6
- SNAC: w60v9z7k
- Virtual International Authority File: 24219090
- WorldCat: E39PBJgCRbTjXBmQb367R6hT73